# Trias Romana
Trias Romana es el título de un dibujo a tiza sobre papel realizado por el pintor alemán Matthias Grünewald. Mide 19,9 cm de alto, y 27,2 cm de ancho. Es una de las últimas obras de su autor, creada en torno al año 1525. Se encuentra en el Gabinete de grabados (Kupferstichkabinett) de los Staatliche Museen de Berlín (Alemania).
Sobre papel marrón Grünewald creó tres cabezas, que parecen descansar sobre un solo cuello y que crecen juntas. Están enmarcadas por una aureola, una luz santa. A la izquierda del centro del contorno inferior se encuentra el monograma de Grünewald. Muestra una «G», sobre la que hay una «M». Está relacionado con el último trabajo bien conocido de Matthias Grünewald y fue desarrollado después de la creación de las pinturas sobre tabla para el retablo en Tauberbischofsheim.
La interpretación generalmente aceptada que hay en la actualidad sobre esta obra es la que proporcionó el historiador del arte Emil Markert, quien en 1943 indicó la conexión entre este dibujo y un panfleto de Ulrich von Hutten. Este escrito apareció en 1520 y llevaba el título Vadiscus sive Trias Romana. De ahí el título con el que es conocido este dibujo actualmente. Ulrich von Hutten dedicaba el escrito a criticar los diversos vicios de la Iglesia católica, frecuentemente en forma de tríada. La primera cabeza está representada como solían aparecer los sacerdotes en las caricaturas de la época. La verruga que aparece en la nariz parece referirse a la sífilis, enfermedad que por entonces hacía muchos estragos. La cabeza que menos claramente puede reconocerse, dirige su mirada al cielo, con la boca abierta. Representa una cierta esperanza.
Este dibujo es el último que se sabe que proviene con seguridad de la mano de Grünewald. Es además el único dibujo o cuadro que contiene una referencia a los acontecimientos de la época. Dado que ilustra un escrito de la iglesia reformada, se toma como una indicación de que él apoyaba abiertamente una renovación radical de la iglesia.